# سياسة التأشيرات في بنما
سياسة التأشيرات في بنما, تجب على الزائرين لبنما الحصول على تأشيرة،أو إذا أتوا من إحدى الدول المعفاة من التأشيرة.يجب على جميع المسافرين أن يكون بحوزتهم جواز سفر ساري المفعول لمدة 3 أشهر.

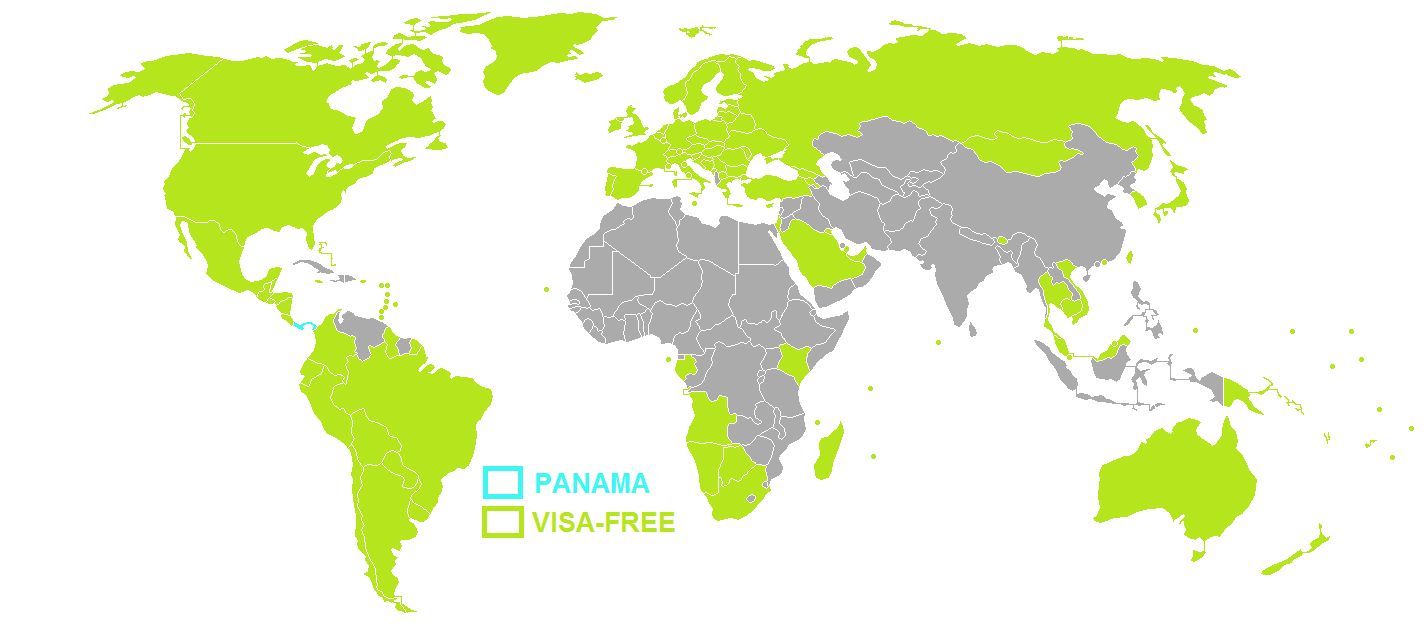
سياسة التأشيرات في بنما

## الإعفاء من التأشيرة
يمكن لمواطني 118 دولة زيارة بنما بدون تأشيرة:
| - الاتحاد الأوروبي - أندورا - أنغولا - أنتيغوا وباربودا - الأرجنتين - أرمينيا - أستراليا - البهاما - باربادوس - روسيا البيضاء - بليز - بوتان - بوليفيا - البوسنة والهرسك - بوتسوانا - البرازيل - بروناي - كمبوديا - كندا - الرأس الأخضر - تشيلي - الصين - كولومبيا - جزر القمر - كوستاريكا - دومينيكا - الإكوادور - إلسالفادور - فيجي - الغابون - جورجيا - غرينادا - غواتيمالا - غيانا - هندوراس - إسرائيل - جامايكا - اليابان - كينيا - الكويت - مقدونيا - مدغشقر - ماليزيا - جزر المالديف | - جزر مارشال - المكسيك - ولايات ميكرونيسيا المتحدة - مولدوفا - موناكو - منغوليا - الجبل الأسود - ناميبيا - ناورو - نيوزيلندا - نيكاراغوا - بالاو - بابوا غينيا الجديدة - باراغواي - بيرو - روسيا - قطر - سانت كيتس ونيفيس - سانت لوسيا - سانت فينسنت والغرينادين - ساموا - سان مارينو - ساو تومي وبرينسيب - السعودية - صربيا - سيشل - سنغافورة - جزر سليمان - جنوب أفريقيا - كوريا الجنوبية - تايوان - تايلاند - تونغا - ترينيداد وتوباغو - تركيا - أوكرانيا - الإمارات العربية المتحدة - الولايات المتحدة - أوروغواي - فانواتو - الفاتيكان - فنزويلا - فيتنام |  |